# Волгоградский областной краеведческий музей
Волгогра́дский областно́й краеве́дческий музе́й был основан 2 (15) ноября 1914 года как Царицынский городской музей при Обществе содействия внешкольному образованию г. Царицына на базе городского школьного музея при 12-м училище им. Иванова. Фонд музея составляет 143 000 единиц хранения.

## История
Среди организаторов музея — купец и меценат, почётный гражданин Царицына, члены Саратовской ученой архивной комиссии А. А. Репников и Б. В. Зайковский, преподаватели П. П. Курлин, К. Я. Виноградов, А. С. Лебедев, воронежский профессор Б. А. Келлер.
С 1915 года размещался в Доме науки и искусств. В 1924 году получил статус губернского и переехал в здание бывшей Спасо-Преображенской церкви (1925—1942).
В дни Сталинградской битвы музей был разрушен, коллекции почти полностью погибли. В 1942—1946 гг. в эвакуации в Гмелинском, (ныне Старополтавском) районе Сталинградской области, затем в городе Урюпинске, в 1946—1954 гг. — в городе Камышине. В 1954 году вернулся в Сталинград и находился в здании лесного (гидромелиоративного) техникума до 1986 года.
С 1963 по 1973 год в музее на должности заведующего отделом дореволюционного периода работал известный в будущем волгоградский археолог Владислав Иванович Мамонтов. Значительное количество археологических экспонатов музея появилось благодаря его работе.
С 1986 года занимает здания в центре города: бывшей земской управы и Волжско-Камского коммерческого банка (оба — памятники истории и архитектуры конца XIX — начала XX вв.).
В 2016 году руководством региона было приняло решение о передаче музею здания Царицынской пожарной команды, в помещениях которого после завершения ремонтно-реставрационных работ к концу 2019 года разместятся самые ценные и интересные экспозиции.

## Директора музея
- Роаткина А. Н. (1967—1974)[7]
- Материкин Александр Васильевич (1990—1994, 1996-2015)
- Моисеев Сергей Борисович (1994–1996)
- Карева Ирина Александровна (2015—2017)
- Мальченко Анатолий Андреевич (с 2017)

## Филиалы
1. Калачёвский районный краеведческий музей (Волгоградская обл., г. Калач-на-Дону, пер. Кравченко, 5)[8].
2. Иловлинский музей народной архитектуры и быта донских казаков (Волгоградская область, р.п. Иловля, ул. Железнодорожная, 2в)[8].
3. Музей музыкальных инструментов Евгения Николаевича Пушкина (Волгоград, ул. Быстрова, 257)

## Галерея

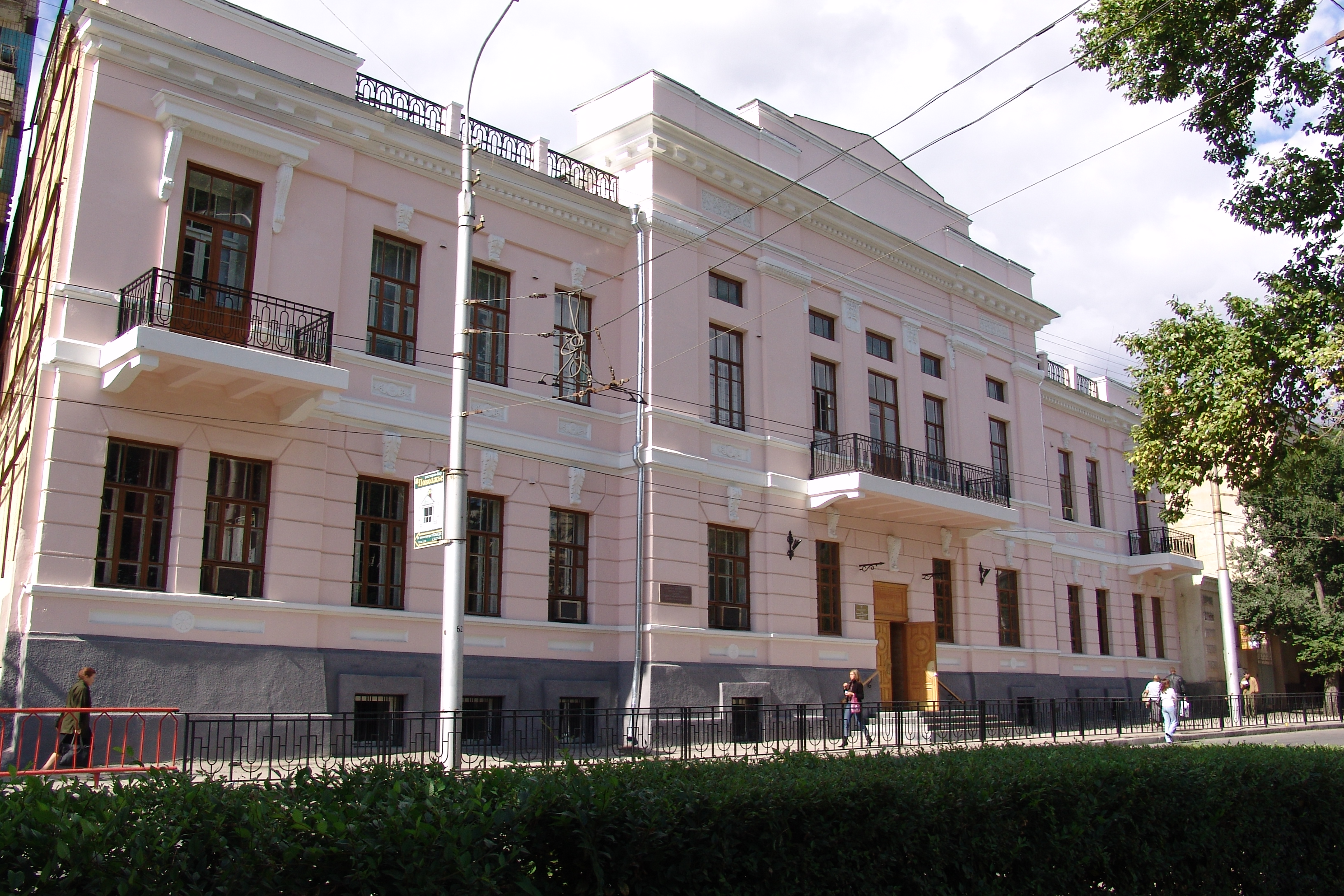
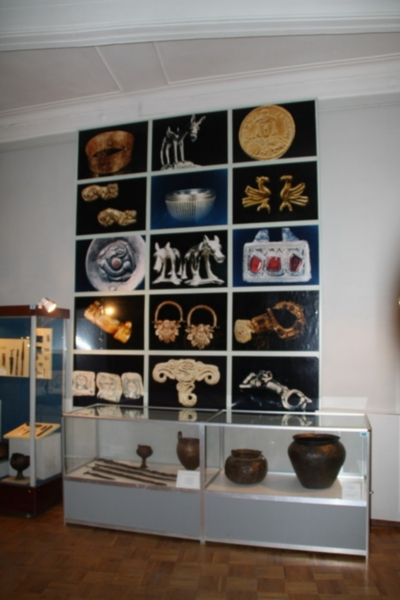